# 双子河
双子河，位于中华人民共和国黑龙江省伊春市友好区一条河流，是汤旺河右岸支流，发源于友好区绿源林场以西的517高地南麓，向东流至三合经营所左纳东卡尔河后转东南流，经中心经营所等地，最后于友好区城区东南汇入汤旺河。河流全长99千米，平均河宽40米，流域面积1866平方千米，河道平均比降2.02‰，年均径流量4.67亿立方米。双子河上游两岸山高林密，有保存良好的红松原始林。下游沿岸多沼泽、湿地，河口区土地肥沃，已开垦为耕地。